# マッスル (プロレス)
マッスルは、DDTプロレスリングのブランドによるプロレス興行。キャッチコピーは「行こうよ!プロレスの向こう側!」。

## 特徴
各興行が独立した1話完結のストーリーになっておりプロレスとしてのファイトを見せるシーンをはさみつつも「プロレスを考えるプロレス」を題目に掲げたりプロデューサーの鶴見亜門に扮した今林久弥の存在、舞台仕立ての興行（マッスルに参戦している酒井一圭はブログで「プロレスというより舞台」と指摘したこともある）など他団体からの影響も見せつつも一味違った演出を持ち味としている。
創業者のマッスル坂井は「マッスルの中でも「台本があると言う演出はしてもプロレス業界の隠語は絶対にマッスルでは使わない」、「リングで人が死ぬにしてもプロレスの技や攻防で人が死ぬと言う演出は一切しない」ということを絶対に守っている」と語っている。
興行のクライマックスにはエトピリカ（葉加瀬太郎）が流れてスローモーションで物語が進行していくところはプロレスの演出として非常に特徴的である。オープニング曲はLONELY DAYS（PENPALS）。

## 歴史

### マッスル
2004年8月、マッスル坂井がエンターテインメントによる興行「マッスル」を開催することを発表。10月13日、北沢タウンホールで旗揚げ戦「マッスル1」を開催。旗揚げ当初はハッスルのパロディ（ロゴマークもハッスルがモチーフだった）としてインディー団体、ローカル団体の所属ながら光を放つ存在を発掘するというコンセプトで開始。
2005年1月4日、新木場1stRINGで開催した「マッスル2」、3月6日、Blue Fieldで開催した「マッスル3」で通常の興行とは一味も二味も違う独特のテイストを確立。特に「マッスル2」から参戦したアントーニオ本多はマッスルがプロレス界に送り出した最大の鬼才と言える。5月5日、北沢タウンホールで開催した「マッスル4」でツルティモ・ドラゴンの甥で「アメリカで高名な演出家」と称したプロデューサーの鶴見亜門（今林久弥が扮している）を演出に迎えてプロレスにおける演出とは何かについて問題を提起する。8月14日、北沢タウンホールで開催した「マッスル5」から「マッスル8」でツルティモの娘婿であるサイモン鶴見（こちらも今林が扮している）が興行の長時間化に疑問を投げかけて総当りリーグ戦4大会を1日で終わらせるという快挙を達成。プロレスの試合にリングでの討論（「しゃべり場」形式）を導入という斬新な試みも見せた。10月2日、後楽園ホールで開催した「マッスルハウス1」で満員の観衆を集めて酒井一圭HG戦で生まれた趙雲子龍の「泣いて馬謖を斬る」という技は何度もクライマックスに使われた。
2006年1月17日、北沢タウンホールで開催した「マッスル9」で史上最高と呼ばれる興行が実現。3月5日、新宿FACEで開催した「マッスル10」で史上最いまいちと呼ばれる興行を提供。5月4日、後楽園ホールで開催した「マッスルハウス2」で超満員の観衆を集めて興行に「ドッキリ」、「仮装大賞」のエッセンスを加えるという常人には予想も付かない発想で賞賛を浴びた。
2008年10月6日、新木場1stRINGで「マッスル坂井自主興行」を開催。従来のマッスルとは異なりスクリーンにマッスルのロゴマークはなく締めのマッスルポーズは行われなかったが内容や登場人物からマッスルの番外編といえる。
2009年5月4日、後楽園ホールで開催した「マッスルハウス8」を最後に実質的の活動休止。
2010年2月6日に暗黒プロレス組織666との合同ディナーショーが行われて活動再開。5月4日、後楽園ホールで開催した「マッスルハウス9」で「リングオブコント」を開催。10月6日、坂井が家庭の事情により引退するため後楽園ホールで最後の興行「マッスルハウス10〜負けるから即引退させてくれSP〜」を開催。「マッスルハウス10」をもってマッスルはいったん幕を閉じるが同興行開催中に坂井により20年後の2030年10月6日に後楽園ホールで「マッスルハウス11」を開催することを宣言。同日に入籍を発表して子供が生まれる予定があるという坂井が20年後に子供をプロレスラーに育て上げてマッスルに出場させるという構想である。マッスル戦士たちによると裏の計画では次回のマッスルは日本武道館で興行を開催する予定で「マッスルハウス10」に来場した観客全員が2人ずつ子供を産んで連れてくれば日本武道館が超満員になるという算段らしい。
2012年8月18日、DDTプロレスリング日本武道館大会「武道館ピーターパン〜DDTの15周年、ドーンと見せます超豪華4時間SP!〜」でマッスル提供ダークマッチ「マッスルハウス10.5〜DARK MATCH RISING〜」として一日限りの復活を果たした。
2015年10月7日、DDTで行われた「DDTドラマティック総選挙」での公約発表でスーパー・ササダンゴ・マシンは所属しているユニット「#大家帝国」がユニット総選挙で第1位になったらマッスルを開催すると発言して第2位に1000票近い得票差をつけて第1位に輝いた。11月17日、後楽園ホールで「#大家帝国主催興行〜マッスルメイツの2015〜」を開催して坂井に勝利した竹下幸之介に2030年10月6日に開催予定の「マッスルハウス11」出場権利証が入ったキャリーケースが授与されて、そこには「TOKYO DOME」と記されており「マッスルハウス11」は東京ドームで開催する予定であることが明かされた。
2019年2月16日、両国国技館で「マッスルマニア2019 in 両国〜俺達のセカンドキャリア〜」を開催。

### まっする
2019年11月19日、坂井が記者会見を行って従来のメンバーを総入れ替えしたSTRONG VARIETY&INTERESTING WRESTLING「まっする」（通称：ひらがなまっする）を開催することを発表。
2020年1月27日、新木場1stRINGで旗揚げ戦「まっする1」を開催。3月20日開催の「まっする2」にて、「必殺技男子」（フィニッシュだんし）と「パイプ椅子男子」の抗争を描いた「2.9次元ミュージカル」を行い、以降のまっするの主軸となる。
鶴見亜門を演じる今林久弥のDDT退社に伴い、2022年9月に行われる「まっする7」をもって、「まっする」シリーズを終了。

## タイトル
- IMGP世界ヘビー級王座

「IMGP」は「International Muscle Grand Prix」の略。
1. 男色ディーノ
2. 李日韓
3. 藤岡典一
4. 飯伏幸太
5. サソリ
6. タイガースマスク
7. 丸山敦

## 登場人物

### マッスルのレギュラー参戦選手、関係者
- マッスル坂井（マッスル四天王）
- ペドロ高石（マッスル四天王）
- アントーニオ本多（マッスル四天王）
- 趙雲子龍（マッスル四天王）
- ゴージャス松野
- ミスターマジック
- 726
- 酒井一圭HG
- 男色ディーノ（進行係）
- 鶴見亜門（総合演出）
- 藤岡典一（総合演出助手）

### マッスルに参戦経験がある選手、関係者

#### 男子選手、関係者
- ツルティモ・ドラゴン
- isami
- RIKIYA
- 虎龍鬼（イホ・デル・ドクトル・ティグレ・ジュニア）
- スカルリーパーA-ji
- 澤宗紀
- ガッティー
- IRO関
- フランケン吉野
- ケン・片谷
- 梅沢菊次郎
- ブラックマミー
- TAKAみちのく
- 大家健
- 稲松三郎
- 上越たく
- 石川はじめ
- DJニラ
- ツルティモ・ドラゴン・キッド
- サイモン鶴見（三流亭鶴見）
- 小仲＝ペールワン
- 佐野直
- ランジェリー武藤
- 中川裕也
- 小山田望
- The Zack
- ザ・グレート・サスケ
- 石川修司（ジャイアント馬謖）
- 元祖マミー
- ブラック牛マン
- 死神
- 森谷俊之
- ヨシヒコ
- ミスターマジック2号
- 始皇帝
- ロングリバー黄河
- 子川直也
- 塩田英樹（ドラゴン・タイガー）
- マンモス半田
- フランチェスコ・トーゴー
- 大鷲透
- 大鷲トオルティーヤ・シート（ダンプー松本）
- 酒井力
- 諸橋晴也
- 飯伏幸太
- のじりくん
- AKIRA
- NOSAWA論外
- MAZADA
- 伊東竜二
- 関本大介
- アブドーラ小林
- "黒天使"沼澤邪鬼
- タノムサク鳥羽
- 高木三四郎
- 鈴木みのる
- ウルティモ・ドラゴン
- TAKEMURA
- 高山善廣
- GENTARO
- 松永智充
- 金的桜ヶ丘
- タートルヘッドBJ
- セック鈴木（翔太）
- オナルド・ファック
- クズ・ハヤシ
- ヤス・ウラノ（7代目ミスターマジック）
- ボボ・ガマンジル
- 軍団ひとり
- スペルマ・デルツィン
- 大塚愛撫
- ガッツ石島
- テント・ハリゾー
- JOM太郎
- UZ
- プルプルH
- 梁和平
- オナン・オナスティ
- AK
- BIMA
- ストーカー市川
- サシミ（藤岡典一）
- KIKUZAWA（ジャンボ菊、菊タロー）
- ハチミツ二郎
- 矢郷良明
- 小笠原まさや
- アントニオ小猪木
- 見た目が邦彦
- ポーク林
- 蝶野正洋
- DT-YUTA
- 竜剛馬
- 吉江豊
- 矢野啓太
- 浪口修
- バラモン・シュウ
- バラモン・ケイ
- KUDO
- HARASHIMA
- 杖
- 長井満也
- 青木篤志
- 和田京平
- MASADA
- 大仁田厚
- ケニー・オメガ
- メカマミー
- 大森隆男
- 佐藤光留
- 大谷晋二郎
- 猪熊裕介
- 高尾蒼馬
- FUJITA
- HIROKI
- 菊地毅
- BENTEN
- 福田洋
- 田村和宏
- 竹田誠志
- 柴田正人
- 那須晃太郎
- 久保佑允
- 大石真翔
- 勝俣瞬馬
- 山里亮太
- 小松洋平
- 棚橋弘至
- クロちゃん

#### 女子選手、関係者
- 新島愛
- 青木良子
- 中川ともか
- 広田さくら
- 李日韓
- サソリ
- タニー・マウス
- 宮崎有妃
- 三田英津子
- みなみ飛香
- さくらえみ

### まっするのレギュラー参戦選手、関係者
- マッスル坂井
- 趙雲子龍
- 今成夢人
- 翔太
- 彰人
- 平田一喜
- 竹下幸之介
- 樋口和貞
- 勝俣瞬馬
- 渡瀬瑞基
- 上野勇希
- 納谷幸男
- 鶴見亜門
- ユウキロック（総合演出兼構成担当）
- サウスリバー南川（総合演出助手）
- RAM RIDER（音楽監督）

### まっするに参戦経験がある選手、関係者
- 遠藤哲哉
- スーパー・ササダンゴ・マシン
- DJニラ
- HARASHIMA
- 吉村直巳
- MAO
- 青木真也
- 男色ディーノ
- アントーニオ本多
- ヤス・ウラノ
- 稲田徹
- 村田晴郎

## 試合中継
- マッスル（FIGHTING TV サムライ）

## 関連番組
- マッスル牧場CLASSIC（TVS）

## 大会一覧

### マッスル
| 大会名     | 日付                                   | 会場             | 開催地         |
| ---------- | -------------------------------------- | ---------------- | -------------- |
| マッスル15 | 2007年9月7日 2007年9月6日 2007年9月5日 | 北沢タウンホール | 東京都世田谷区 |
| マッスル14 | 2006年9月30日                          | 北沢タウンホール | 東京都世田谷区 |
| マッスル13 | 2006年9月30日                          | 北沢タウンホール | 東京都世田谷区 |
| マッスル12 | 2006年9月29日                          | 北沢タウンホール | 東京都世田谷区 |
| マッスル11 | 2006年9月29日                          | 北沢タウンホール | 東京都世田谷区 |
| マッスル10 | 2006年3月5日                           | 新宿FACE         | 東京都新宿区   |
| マッスル9  | 2006年1月17日                          | 北沢タウンホール | 東京都世田谷区 |
| マッスル8  | 2005年8月14日                          | 北沢タウンホール | 東京都世田谷区 |
| マッスル7  | 2005年8月14日                          | 北沢タウンホール | 東京都世田谷区 |
| マッスル6  | 2005年8月14日                          | 北沢タウンホール | 東京都世田谷区 |
| マッスル5  | 2005年8月14日                          | 北沢タウンホール | 東京都世田谷区 |
| マッスル4  | 2005年5月5日                           | 北沢タウンホール | 東京都世田谷区 |
| マッスル3  | 2005年3月20日                          | 千葉Blue Field   | 千葉県千葉市   |
| マッスル2  | 2005年1月4日                           | 新木場1stRING    | 東京都江東区   |
| マッスル1  | 2004年10月13日                         | 北沢タウンホール | 東京都世田谷区 |

### マッスルハウス
| 大会名                                           | 日付                      | 会場                     | 開催地                      |
| ------------------------------------------------ | ------------------------- | ------------------------ | --------------------------- |
| マッスルハウス10.5〜DARK MATCH RISING〜          | 2012年8月18日             | 日本武道館               | 東京都千代田区              |
| マッスルハウス10〜負けるから即引退させてくれSP〜 | 2010年10月6日             | 後楽園ホール             | 東京都文京区                |
| マッスルハウス9                                  | 2010年5月4日              | 後楽園ホール             | 東京都文京区                |
| マッスルハウス8                                  | 2009年5月4日              | 後楽園ホール             | 東京都文京区                |
| マッスルハウス7                                  | 2009年1月3日              | 後楽園ホール             | 東京都文京区                |
| マッスルハウス6                                  | 2008年5月6日              | 後楽園ホール             | 東京都文京区                |
| マッスルハウス5                                  | 2008年1月3日              | 後楽園ホール             | 東京都文京区                |
| マッスルハウス4                                  | 2007年5月5日 2007年5月4日 | Zepp Nagoya 後楽園ホール | 愛知県名古屋市 東京都文京区 |
| マッスルハウス3                                  | 2007年1月3日              | 後楽園ホール             | 東京都文京区                |
| マッスルハウス2                                  | 2006年5月4日              | 後楽園ホール             | 東京都文京区                |
| マッスルハウス1                                  | 2005年10月2日             | 後楽園ホール             | 東京都文京区                |

### マッスルマニア
| 大会名                                                  | 日付          | 会場       | 開催地       |
| ------------------------------------------------------- | ------------- | ---------- | ------------ |
| マッスルマニア 2019 in 両国〜俺たちのセカンドキャリア〜 | 2019年2月16日 | 両国国技館 | 東京都墨田区 |

### まっする
| 大会名                                                               | 日付                                                | 会場                                        | 開催地                      |
| -------------------------------------------------------------------- | --------------------------------------------------- | ------------------------------------------- | --------------------------- |
| まっする7〜甲州街道はまだ夏なのさ〜                                  | 2022年9月9日 2022年9月8日 2022年9月7日 （4公演）    | 北沢タウンホール 後楽園ホール               | 東京都世田谷区 東京都文京区 |
| まっする6〜下北ONE PLUS ONE〜                                        | 2022年3月29日 2022年3月30日 2022年3月31日 （5公演） | 北沢タウンホール                            | 東京都世田谷区              |
| まっする5〜必殺技はもう決まらない〜                                  | 2021年9月10日 2021年9月1日                          | 北沢タウンホール 後楽園ホール               | 東京都世田谷区 東京都文京区 |
| まっする4〜The Other Side of 必殺技乱発〜 ひらがなまっするフェス2021 | 2021年3月18日 2021年3月9日                          | COOL JAPAN PARK OSAKA SSホール 後楽園ホール | 大阪府大阪市 東京都文京区   |
| まっする3〜必殺技大乱発〜                                            | 2020年11月9日                                       | 後楽園ホール                                | 東京都文京区                |
| まっする3〜必殺技大乱発〜大公開通し稽古                              | 2020年9月21日                                       | 品川ザ・グランドホール                      | 東京都港区                  |
| まっする2                                                            | 2020年3月26日                                       | 新木場1stRING                               | 東京都江東区                |
| まっする1                                                            | 2020年1月27日                                       | 新木場1stRING                               | 東京都江東区                |

### その他
| 大会名                                    | 日付           | 会場         | 開催地       |
| ----------------------------------------- | -------------- | ------------ | ------------ |
| #大家帝国主催興行〜マッスルメイツの2015〜 | 2015年11月17日 | 後楽園ホール | 東京都文京区 |

## DVD
- マッスルヒストリーvol.1
- マッスルヒストリーvol.2
- マッスルヒストリーvol.3
- マッスルヒストリーvol.4
- マッスルヒストリーvol.5
- マッスルヒストリーvol.1＋2
- マッスルヒストリーvol.6
- マッスルヒストリーvol.7
- マッスルヒストリーvol.8
- マッスルヒストリーvol.9
- マッスルヒストリーvol.10
- マッスルヒストリーvol.11
- マッスルヒストリーvol.12
- マッスルヒストリーvol.13
- マッスル牧場CLASSIC 1
- マッスル牧場CLASSIC 2
- マッスル牧場CLASSIC 3
- マッスル牧場CLASSIC DVD-BOX
- #大家帝国主催興行〜マッスルメイツの2015〜